# Il caso Winslow
Il caso Winslow (The Winslow Boy) è un film britannico-statunitense del 1999 diretto da David Mamet.
Il film si basa sull'opera teatrale del 1946 Il cadetto Winslow (The Winslow Boy) di Terence Rattigan. Sulla stessa opera è basato anche un altro film del 1948, ovvero Tutto mi accusa (The Winslow Boy), diretto da Anthony Asquith.